# Elaphoglossum interruptum
Elaphoglossum interruptum är en träjonväxtart som beskrevs av Eduard Rosenstock. Elaphoglossum interruptum ingår i släktet Elaphoglossum och familjen Dryopteridaceae. Inga underarter finns listade.